# محمود الشلبایه
محمود الشلبایه (انگلیسی: Mahmoud Shelbaieh؛ زادهٔ ۲۰ مهٔ ۱۹۸۰) بازیکن فوتبال اهل اردن است.
از باشگاه‌هایی که در آن بازی کرده‌است می‌توان به باشگاه فوتبال الجزیره (امان) و باشگاه ورزشی الوحدات اشاره کرد.
وی همچنین در تیم ملی فوتبال اردن بازی کرده‌است.